# Adam Tarnowski (hrabia)
Adam (Amor) hrabia Tarnowski (ur. 4 marca 1866 w Krakowie, zm. 10 października 1946 w Lozannie) – polski arystokrata, dyplomata Austro-Węgier.

## Życiorys

### W austro-węgierskiej dyplomacji
Adam Tarnowski urodził się jako syn Jana Dzierżysława i Zofii Zamoyskiej z Wysocka, młodszy brat Zdzisława i Juliusza Tarnowskiego. Studiował w Wiedniu. Do służby dyplomatycznej Austro-Węgier wstąpił w 1897. W latach 1899–1901 był sekretarzem w ambasadzie austriackiej w Waszyngtonie. 10 września 1901 poślubił księżną Marię Światopełk-Czetwertyńską. W latach 1901–1903 pracował w ambasadzie w Paryżu, od początku 1903 do 1905 w Dreźnie. w latach 1905-1907 w Brukseli. Następnie (1907-1909) w Madrycie. W okresie 1909–1911 był radcą w ambasadzie w Londynie i ambasadorem w Bułgarii (30 kwietnia 1911-listopad 1916), tj. w kluczowym okresie wojen bałkańskich i na początku I wojny światowej. Był autorem projektu układu o handlu i żegludze między Austro-Węgrami a Bułgarią przedłożonego jako projekt rządowy w roku 1912 parlamentowi w Wiedniu. Dzięki łagodzeniu napięć między królem Ferdynandem I a austriackim następcą tronu arcyks. Franciszkiem Ferdynandem zaangażowaniu żony Marii w pomoc ofiarom wojen bałkańskich w latach 1912–1913, oraz naciskom Adama Tarnowskiego na rzecz zmniejszenia strat Bułgarii w czasie negocjowania pokoju bukareszteńskiego (1913), będąc ambasadorem w Bułgarii zyskał pewien wpływ na Ferdynanda I oraz gabinet premiera Wasyla Radosławowa. Adamowi Tarnowskiemu jako ambasadorowi Austro-Węgier udało się skłonić Bułgarię do przystąpienia do sojuszu z Austro-Węgrami i Niemcami m.in. wykorzystując napięte stosunki Bułgarii z Serbią i wskazując na korzyści oparcia się Bułgarii o Państwa centralne dla zmiany niekorzystnego dla Bułgarii traktatu bukaresztańskiego z 10 sierpnia 1913 r. Wpływ który uzyskał Tarnowski na władze Bułgarii został zmarnowany w 1917 i początku 1918 r. 9 listopada 1916, gdy był jeszcze ambasadorem w Sofii, został mianowany ambasadorem w USA, decyzję tę Adam Tarnowski spointował słowami: „Wysyłają mnie na straconą pozycję”. Wskutek nieprzyznania mu listu żelaznego przez Wielką Brytanię, co utrudniało przepłynięcie przez blokadę morską Ententy, przybył do USA dopiero 31 stycznia 1917. Stanowisko ambasadora w USA pełnił jedynie przejściowo (od 3 lutego do 1 maja 1917), gdyż USA otrzymały notę, że Niemcy 1 lutego 1917 wznawiają nieograniczoną wojnę podwodną, 3 lutego 1917 w czasie spotkania Tarnowski zapewnił sekretarza stanu Roberta Lansinga, na polecenie ministra Ottokara Czernina, że Austro-Węgry nie przyłączą się do wszczętej przez Niemcy wojny podwodnej, a zaraz po rozstaniu się z Tarnowskim sekretarz stanu Robert Lansing otrzymał telegram z Wiednia z wiadomością od ministra Ottokara Czernina, że również Austro-Węgry rozpoczęły wojnę podmorską. W konsekwencji nigdy nie został przyjęty przez prezydenta Woodrowa Wilsona i nie złożył listów uwierzytelniających, ale udało mu się przekonać, że Austro-Węgry wszczęły wojnę podmorską pod naciskiem Niemiec, dzięki czemu USA zerwały 3 lutego 1917 stosunki z Niemcami, ale nie z Austro-Węgrami. Po wypowiedzeniu 8 kwietnia 1917 wojny Niemcom przez USA, Austro-Węgry zdecydowały się zerwać stosunki dyplomatyczne z USA, wskutek czego jego misja w Waszyngtonie zakończyła się 1 maja 1917. W r. 1917, po powrocie z USA w Wiedniu rozważano jego mianowanie na ambasadora w Sztokholmie, ale ze względu na wydarzenia w Polsce i proponowanie go do składu Rady Regencyjnej nigdy nie przyjął tej pozycji. W grudniu 1917 r. minister Ottokar Czernin uniemożliwił mu udział w rokowaniach pokojowych w Brześciu. Po ustąpieniu ministra spraw zagranicznych Ottokara Czernina w kwietniu 1918 Adam Tarnowski był kandydatem na jego następcę, jednak ministrem został István Burián.

### W Polsce

#### Za Rady Regencyjnej
W porozumieniu z rządem austriackim nakłaniał Zdzisława Lubomirskiego do wejścia w skład Rady Regencyjnej. Zresztą samego Tarnowskiego wysuwano na członka Rady Regencyjnej, ale wycofał swoją kandydaturę wobec sprzeciwu Niemiec, a po zaprzysiężeniu 27 października 1917 Rady Regencyjnej w składzie ks. arcybiskup Aleksander Kakowski, książę Zdzisław Lubomirski i Józef Ostrowski. Adam Tarnowski został 29 października 1917 mianowany przez nią na premiera, jednak wobec sprzeciwu Berlina został nim historyk Jan Kucharzewski. Potem proponowano Tarnowskiego na stanowisko ministra spraw wewnętrznych w rządzie Kucharzewskiego, ale to także nie doszło do skutku. Powodem sprzeciwiania się kandydaturom Adama Tarnowskiego na członka Rady Regencyjnej, premiera i ministra spraw wewnętrznych była jego pozycja w Wiedniu i zmierzanie przez rządy Georga Michaelisa i Georga von Hertlinga w Berlinie do osłabienia Austro-Węgier i uzależnienia osobno zarówno ich, jak i Polski od siebie, więc zarówno przeciw „rozwiązaniu austro-polskiemu”, jak i ściślejszym stosunkom Wiednia i Warszawy. Także członkowie Rady Regencyjnej byli zwolennikami proponowania Tarnowskiego na różne stanowiska, ale nie forsowania jego kandydatury. Poza tym był nieformalnym łącznikiem między Radą Regencyjną i kołem polskim a MSZ i cesarzem w Wiedniu, oraz niemieckim generałem gubernatorem Beselerem, a także premierem Węgier Istvanem Tiszą i Radą Regencyjną a Legionami, oraz Wiedniem a Legionami. Adam Tarnowski wbrew licznym zapisom pamiętnikarskim nie wierzył ślepo w zwycięstwo Niemiec w I wojnie światowej, ani w nieprzystąpienie do niej USA, jednak taił swoje prognozy militarne i polityczne m.in. przed Zdzisławem Lubomirskim jako regentem. Gdy w październiku 1918 Radzie Regencyjnej dano uprawnienie mianowania generał-gubernatora lubelskiego rozważano kandydaturę Tarnowskiego, ale także bez powierzenia urzędu.

#### Za II Rzeczypospolitej

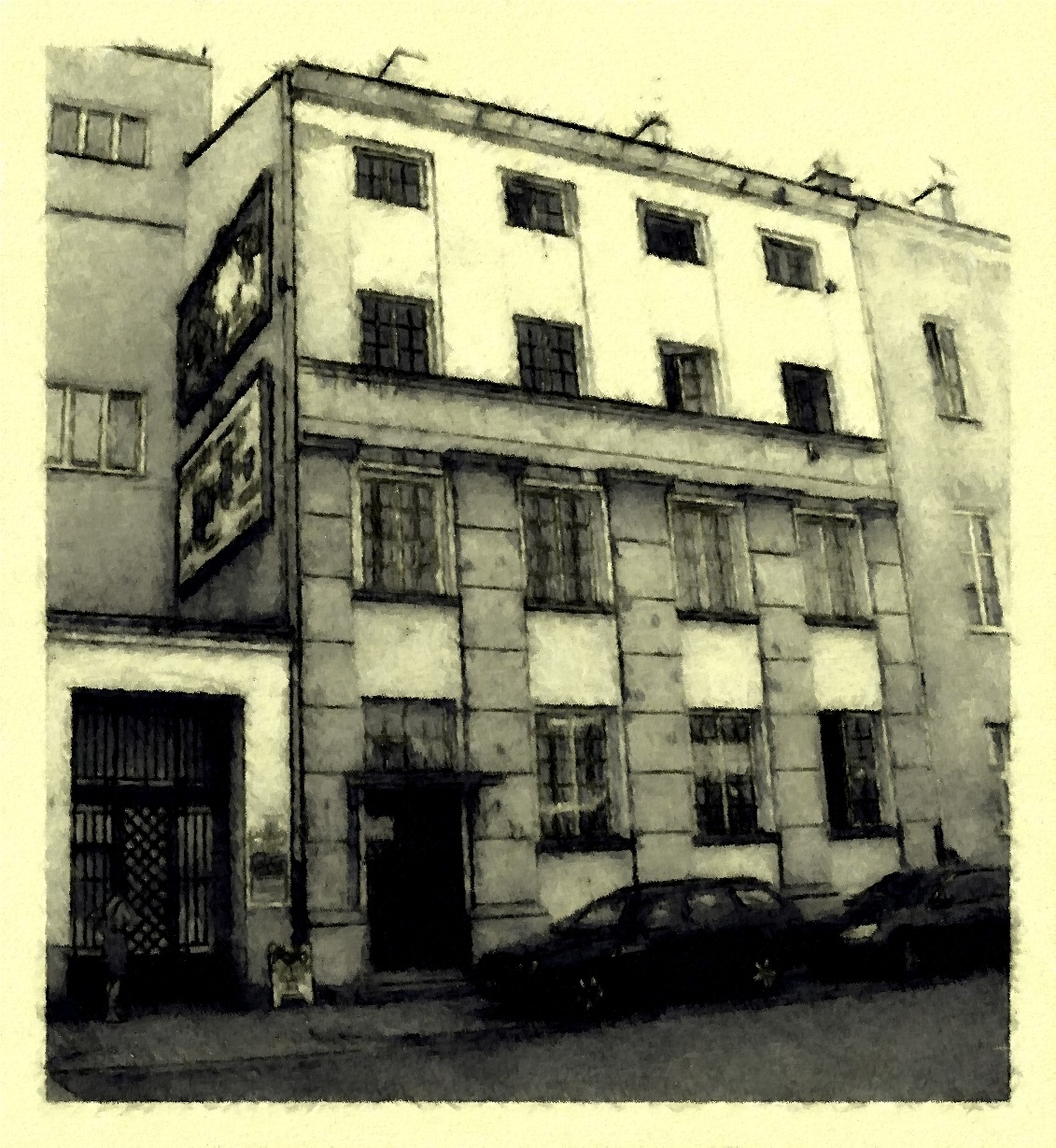
Kamienica Adama i Marii Tarnowskich przy ul. Pięknej 1b w Warszawie – na podst. zdj. z 29 lipca 2014

Po I wojnie światowej (i bezskutecznym ubieganiu się o tyle urzędów) nie chciał powrócić ani do polityki ani przyjąć urzędu proponowanego mu przez rząd II Rzeczypospolitej, choć zachował poprawne stosunki z Józefem Piłsudskim. W roku 1918 zakupił majątek w Świerżach koło Dorohuska i tam spędzał okresy letnie, zimy zaś w Warszawie. 17 kwietnia 1919 Adam Tarnowski przekazał I. Paderewskiemu informację o gotowości Symona Petlury do porozumienia z Polską. Na prośbę premiera Ignacego Paderewskiego przekazaną przez wiceministra Władysława Wróblewskiego 9 sierpnia 1919 o projekt przekształcenia Polskiej Agencji Telegraficznej z urzędowej agencji prasowej na prywatną, ale wypełniającą zadania zlecone przez rząd, sporządził wstępny projekt 4 października 1919, oraz zapewnił konsorcjum o wymaganym kapitale i składzie, jednakże I. Paderewski projekt odłożył. Po proklamowaniu Wolnego Miasta 9 listopada 1919, na mocy Traktatu wersalskiego z 28 czerwca 1919, Adam Tarnowski stał się jednym z kandydatów na stanowisko Komisarza z ramienia Ministerstwa Spraw Zagranicznych w Gdańsku, któremu sir Reginald Tower Wysoki Komisarz Ligi Narodów w Gdańsku zwierzył się z zamiaru umiędzynarodowienia portu w Gdańsku, aby tak Polska jak i Gdańsk korzystali z niego na równi z innymi, (tj. wyłączenia ze składu terytorium celnego Polski i odejścia od zapewnieniem Polsce szerokich uprawnień w porcie gdańskim co przewidywał niedawno zawarty Traktat wersalski), czego później na konferencji z premierem L. Skulskim, Mieczysławem Jałowieckim, ministrami Stanisławem Patkiem i Teodorem Sobańskim, oraz Adamem Tarnowskim, w wyniku czego, po oburzeniu premiera i ministrów, nieprzyjęciu przez Piłsudskiego oraz wizycie sekundantów Tarnowskiego, sir Reginald Tower następnego dnia listownie przeprosił Tarnowskiego za incydent którego się dopuścił i uczyniony nietakt. Na tym skończyły się pomysły sir Reginalda Towera odejścia od Traktatu, ale też Tarnowski zrezygnował z ubiegania się o stanowisko Komisarza z ramienia Polski. 16 maja 1926 (tj. już po przewrocie majowym z 12-14 maja 1926), Adam Tarnowski wraz z Kazimierzem i Zdzisławem Lubomirskim spotkali się z Piłsudskim, któremu zadeklarowali poparcie, ale pod warunkiem naprawy państwa, zaprowadzenia w Polsce silnego rządu, porządku i sprawiedliwości, gdyż w przeciwnym razie „przyszłe pokolenia przeklinać będą sprawców walk bratobójczych”. Wraz z ks. Kazimierzem i Zdzisławem Lubomirskimi, Eustachym Sapiehą próbował następnie nakłonić swego brata, szefa Stronnictwa Prawicy Narodowej Zdzisława Tarnowskiego do spotkania z Piłsudskim w Warszawie, do czego jednak w 1926 r. nie doszło. Adam Tarnowski był jeszcze przez jakiś czas mediatorem między Piłsudskim a konserwatystami, Pozytywnie oceniał przygotowanie i kwalifikację dyplomatów II Rzeczypospolitej.

### II wojna światowa i schyłek życia
W początku II wojny światowej był jedną z osób zabiegających u władz okupacyjnych o zmniejszenie uciążliwości okupacji, ale bez rezultatu. W czasie II wojny światowej, w swej kamienicy na ul. Pięknej 1b zwanej ul. Piusa XI, ukrywał na 2 piętrze Stanisława Jasiukowicza, członka podziemnego rządu, w oficynie tejże kamienicy na parterze odbywały się czasami szkolenia AK, m.in. dla podchorążych. Po powstaniu i wysiedleniu ludności Warszawy wyjechał do Ojcowa, tam 26 marca 1945 Adama próbował aresztować oficer MO, a gdy mu się to nie udało aresztował jego żonę Marię, którą po przesłuchaniu przez NKWD stosunkowo szybko zwolniono. Aresztowanie żony skłoniło Adama do wyjazdu do Warszawy, a w roku 1946 do Szwajcarii dla spotkania się z synem Andrzejem, tam zapadł na kolejne zapalenie płuc. Na łożu śmierci wymógł na żonie żeby zamieszkała z synem i jego rodziną w Brazylii. Zmarł w wyniku zapalenia płuc 16 października 1946 w Lozannie w Szwajcarii.

## Odznaczenia
- Krzyż Wielki Orderu Franciszka Józefa (1913, Austria)[120]